# Антология I (ФСБ)

## За изданието
Музикантите откупуват продуцентските права върху записаните в Балкантон изпълнения и сключват договор с фирмата UBP International за преиздаването им.
„Антологията на аристократите“ на ФСБ от 1999 г. са три части, издадени, за да се премине от обичайните за предишните години звукозаписни носители (плочи и касети) към по-съвременните компактдискове. Подборът се прави за „най-ценното от творчеството“ на рок групата.
Някои от песните в албума са нови изпълнения на живо на песни от двойния грамофонен албум „На концерт“ (1985 г.): „Дон Кихот“ и „Дневен сън“. Включена е и едноименната песен от албума „След десет години“.
Вариантът „компактдиск“ съдържа и мултимедийна част с филм за групата и клипове (макар че техническото ѝ изпълнение не е съвсем задоволително, например на първия диск липсва единият аудиоканал). Поместени са части от интервюта с музикантите от състава, видеоклипове по манифестите „След десет години“ и „Иде вятър“. В компактдиска се намира и запис от специалния поздрав на Хосе Фелисиано, постигнал заедно с ФСБ през 1990 г. наградата „Грами“ в категорията за „най-добър аранжимент и продуциране“ с песента Sielito Lindo.

## Връзки към другите части
- „Антология II“
- „Антология III“